# Koszmosz–838
A Koszmosz–838 a szovjet USZ–P aktív radarfelderítő műhold tesztrepülése volt.

## Küldetés
A szovjet Legenda (oroszul: Легенда) tengeri felderítő rendszerhez készült modernizált USZ–P típusú, aktív radarberendezéssel felszerelt felderítő műhold. A repülés a radarfelderítő műhold első kísérleti indítása volt, melynek során tesztelték a berendezést. A működési tesztek 1967 novemberére befejeződtek, a berendezés megkezdte szolgálati feladatát. A Koszmosz–785 programját folytatta.

## Jellemzői
1976. július 2-án a bajkonuri űrrepülőtér indítóállomásról egy Ciklon-2A hordozórakétával juttatták Föld körüli, közeli körpályára. Az orbitális egység pályája 93,3 perces, 65 fokos hajlásszögű, elliptikus pálya perigeuma 428 kilométer, apogeuma 440 kilométer volt. Hasznos tömege 3800 kilogramm.
Felépítése hengeres, átmérője 1.3 méter, magassága 17 méter. A sorozat felépítését, szerkezetét, alapvető fedélzeti rendszereit tekintve egységesített, szabványosított űreszköz. A sorozat felépítését, szerkezetét, alapvető fedélzeti rendszereit tekintve egységesített, szabványosított tudományos-kutató űreszköz. Áramforrása kémiai, illetve a felületét burkoló napelemek energia hasznosításának kombinációja (kémiai akkumulátorok, napelemes energiaellátás – földárnyékban puffer-akkumulátorokkal). Két napelemtáblája 1,8x25 méter. Három tengelyben stabilizált, Földre orientált berendezés. A stabilizációt ionmotorok biztosították.
1977. augusztus 23-án 417 nap szolgálati idő után, belépett a légkörbe és megsemmisült.